# 8539 Laban
8539 Laban este un asteroid din centura principală de asteroizi.

## Descriere
8539 Laban este un asteroid din centura principală de asteroizi. A fost descoperit pe 19 martie 1993 la Observatorul La Silla de Claes-Ingvar Lagerkvist. El prezintă o orbită caracterizată de o semiaxă mare de 2,94 ua, o excentricitate de 0,09 și o înclinație de 3,1° în raport cu ecliptica.